# クレイヴン・コテージ
クレイヴン・コテージ（Craven Cottage）は、ロンドン、テムズ川沿いのハマースミス・アンド・フラム・ロンドン特別区に存在するサッカー専用スタジアム。オープン当初からフラムFCがホームスタジアムとして利用している。収容客数は22,384人だが、2006年3月19日に行われた対チェルシーFC戦では22,486人の入場が記録された。

## 歴史
名称の由来となったコテージは1780年に第6代クレイヴン男爵ウィリアム・クレイヴンにより建設された。現在は住宅地が広がっているこの地区は、当時はアン・ブーリンが所有する猟場や森が存在していた。
この家屋は1888年に火事で失われ敷地は放棄されていた。
19世紀に現在のフラムFCの前身が誕生すると、チームはこの敷地でサッカーを競技できるように土地を整備した。土地の所有者には入場券の何割かが物納で払われていた。チケットが残る最初の試合は1886年10月10日の対ミネルヴァ戦である。観客席もすぐに設けられ、煉瓦の色からオレンジ・ボックスと称された。
これらは仮設備であったが、ロンドン・シティ・カウンシルは安全性に懸念を覚え、スタジアムを閉鎖しようとした。1905年に裁判が行われ、チームが建築家アーチボルド・リーチの設計による新スタジアムを建設することで和解された。赤煉瓦を用いたスタジアムは15,000ポンドかけて建設された。スタジアムは現在指定建造物 (listed buildings) に指定されている。
2002年から2年間全面的な改修工事が施され、その間は当時下部リーグのFAディビジョン2（3部相当）に所属していたクイーンズ・パーク・レンジャーズ（QPR）のホームスタジアムであるロフタス・ロードを暫定本拠地として使用した。

## 施設概要
スタンド
- 北スタンド (ハマースミス・スタンド)
- 南スタンド (パトニー・スタンド)
- 西スタンド (リバーサイド・スタンド)
- 東スタンド (ジョニー・ヘインズ・スタンド)

## アクセス
スタジアムはロンドンのフラム地区、キングス・ロードがテムズ川を渡るパットニー橋の北詰近くの川沿いに位置する。最寄り駅はロンドン地下鉄のパットニー・ブリッジ駅（1kmほど）。

## 入場者数

### 平均入場者数
- 2007-2008: 22,658 人（プレミアリーグ）
- 2006-2007: 22,279 人（プレミアリーグ）
- 2005-2006: 20,606 人（プレミアリーグ）
- 2004-2005: 19,838 人（プレミアリーグ）
- 2003-2004: 16,342 人（プレミアリーグ）
- 2002-2003: 16,707 人（プレミアリーグ）

### 最多入場者数
- 49,335人 ミルウォールFC戦, 1938年10月8日（ディヴィジョン2）